# Kribia
Kribia es un género de peces de la familia Butidae. Fue descrito por Albert William Herre en 1946.

## Especies
- Kribia kribensis (Boulenger, 1907)
- Kribia leonensis (Boulenger, 1916)
- Kribia nana (Boulenger, 1901)
- Kribia uellensis (Boulenger, 1913)